# Abdellah Charaii
Abdellah Charaii (* 1991) ist ein marokkanischer Leichtathlet, der sich auf den Speerwurf spezialisiert hat.

## Sportliche Laufbahn
Erste internationale Erfahrungen sammelte Abdellah Charaii bei den Arabischen Meisterschaften 2015 in Manama, bei denen er mit einer Weite von 68,59 m die Bronzemedaille hinter dem Ägypter Ihab Abdelrahman und Mohamad Mohd Kaida aus Katar. Zwei Jahre später belegte er bei den Islamic Solidarity Games in Baku mit 66,61 m den siebten Platz und gelangte anschließend bei den Arabischen Meisterschaften in Radès mit 63,59 m auf Rang fünf. 2019 nahm er erstmals an den Afrikaspielen in Rabat teil und wurde dort mit einem Wurf auf 69,94 m Siebter und 2023 belegte er bei den Arabischen Meisterschaften in Marrakesch mit 61,13 m den vierten Platz.
In den Jahren 2014 bis 2016 sowie 2018 und 2019 sowie 2022 und 2023 wurde Charaii marokkanischer Meister im Speerwurf.